# Inghimasi
L'inghimasi (en àrab: انغماسي; traduït en català: «l'infiltrat») és un combatent gihadista equipat d'una arma lleugera i d'un cinturó d'explosius. En el moment del combat dels atemptats, sovint actua en primera línia utilitzant, en primer lloc, l'arma i, en últim recurs, accionant el cinturó. Es distingeix del kamikaze perquè pot tornar en vida d'una operació. Aquest terme apareix cap a l'any 2013, en el moment de la Guerra civil siriana i la Segona Guerra civil iraquiana, com a ús corrent dels gihadistes d'Estat Islàmic i del Front Al-Nusra.